# مستقيمة الأشواك
مستقيمة الأشواك (الاسم العلمي: Orthacanthus)، وهو جنس منقرض من أسماك القرش متفاوتات الأشواك التي تعيش في المياه العذبة، أطلق عليها هذا الاسم العالم (لويس أغاسيز) عام 1836، وكانت فترة وجودها من الفحمي العلوي حتى العصر البرمي السفلي. عاش مستقيمة الأشواك في البيئات البحرية وكان موطنها في القاع، وكان نظامها الغذائي أكل اللحوم.